# Faltengeckos
Die Faltengeckos (Ptychozoon (= „gefaltetes Tier“)) sind eine Untergattung der Gattung Gekko in der Familie der Geckos. Sie zeichnen sich durch ihre Gleitfähigkeit aus. Faltengeckos leben in tropischen Regenwäldern in Südostasien einschließlich der Philippinen, der indonesischen Inseln Sumatra und Kalimantan und der Nikobaren. Ptychozoon galt ursprünglich als eigenständige Gattung. 2012 stellt man bei einer Untersuchung gleitfähiger südostasiatischer Echsen jedoch fest, dass Ptychozoon tief in der Gattung Gekko eingebettet ist. Sie gilt deshalb heute als Untergattung der Gattung Gekko.

## Merkmale
Faltengeckos sind stark abgeflachte Echsen, die eine Maximallänge von 20 cm erreichen können. Ihr Schwanz ist fast ebenso lang wie der Rumpf. Zur Abschreckung von Fressfeinden wird der einem giftigen Hundertfüßer ähnelnde Schwanz auf- und abgerollt (Mimikry).
Charakteristisch für die Gattung sind breite Hautsäume an den Körperseiten, dem Kopf, dem Schwanz und den Gliedmaßen, sowie schwimmhautähnliche Flughäute zwischen den Zehen. Die ausgespannten Hautsäume dienen als Segelfläche und ermöglichen es den Echsen, sich ein Stück weit gleitend fortzubewegen. Beim Gleitflug können sie die Flugrichtung ändern. Die Zehen der Faltengeckos sind breit und mit Haftlamellen ohne Mittelfurche ausgestattet. Auch Krallen sind vorhanden. Faltengeckos haben eine bräunliche Camouflagefärbung, die eine hervorragende Tarnung auf Baumrinde darstellt. Beim Ruhen an Baumstämmen drücken sich die Geckos flach an den Untergrund, wodurch die Körperkonturen mit der Rindenstruktur verschmelzen. 

## Arten
Die Untergattung Ptychozoon  umfasst derzeit 9 Arten:
- Horsfields Faltengecko (Gekko horsfieldii) (Gray, 1827)
- Gekko intermedium Taylor, 1915
- Gekko kaengkrachanense Sumontha, Pauwels, Kunya, Limlikhitaksorn, Ruksue, Taokratok, Ansermet & Chanhome, 2012
- Kuhls Faltengecko (Gekko kuhli) (Stejneger, 1902)
- Birma-Faltengecko (Gekko lionotum) Annandale, 1905
- Gekko mizoramensis Lalremsanga, Muansanga, Vabeiryureilai & Mirza, 2023[2]
- Gekko nicobarensis Das & Vijayakumar, 2009
- Gekko rhacophorus (Boulenger, 1899)
- Gekko trinotaterra Brown, 1999